# Pathologisch liegen
Pathologisch liegen is de onbedwingbare drang om te liegen. Veel mensen vertellen weleens een leugen, bij kinderen is er ook vaak sprake van fantasie. Pas als liegen tot ernstige problemen leidt in de omgang tussen de leugenaar en zijn omgeving is sprake van pathologisch ofwel ziekelijk gedrag.
Pathologisch liegen kan dan een symptoom zijn van verschillende psychische aandoeningen, bijvoorbeeld een gedragsstoornis bij kinderen of jongeren, een onvermogen om de impuls te beheersen of een Cluster-B-persoonlijkheidsstoornis.
In de bovenstaande gevallen is de leugenaar zich er goed van bewust dat hij liegt. Het kan echter ook voorkomen dat iemand zijn onjuiste weergave van de waarheid niet als leugen ziet, maar er werkelijk in gelooft. Dit verschijnsel wordt wel pseudologia phantastica genoemd. Ook kan het zijn dat feiten ingevuld worden om gaten in het geheugen te 'dichten', dan is er sprake van confabulaties. 